# Héroe de la República Popular de Mongolia
Héroe de la República Popular de Mongolia (en mongol: Бүгд Найрамдах Монгол Ардын Улсын баатар) era el título honorífico más alto de los concedidos por la República Popular de Mongolia. Fue establecido por decreto del Presídium del Gran Jural (parlamento) de la República Popular de Mongolia del 5 de julio de 1941, fue creado como análogo a la condecoración soviética de Héroe de la Unión Soviética.

## Historia
Poco después de la victoria de la Revolución Popular de Mongolia en 1921, el nuevo gobierno de Mongolia formó el más alto grado de distinción: un título honorario personal. Fue apropiado por el Gobierno Popular de la República Popular de Mongolia. El primer título de este tipo, «Héroe intrépido del Estado popular de Mongolia», fue otorgado el 23 de septiembre de 1922 al líder de la revolución, Damdin Süjbaatar; El 24 de abril de 1924, el título de «Héroe del pueblo inquebrantable» ("Ardyn Khatanbaatar") fue otorgado a su colega S. Maksarzhav. Dos soldados mongoles más recibieron este título por heroísmo en el conflicto fronterizo con los japoneses en 1936.
Como título honorífico oficial más alto, que supera todos los premios y otros títulos honoríficos del país, el título de "Héroe de la República Popular de Mongolia" fue establecido por un decreto del Presidium del Pequeño Jural de la República Popular de Mongolia del 5 de julio de 1941 con el fin de unificar los títulos honorarios personales otorgados en 1921-1941. Pero inmediatamente después de esto, el 10 de julio de 1941, el mariscal Horloogiyn Choybalsan fue nuevamente galardonado con el título personal de «Héroe probado de la República Popular de Mongolia». Posteriormente, todos los títulos mencionados anteriormente fueron unificados en el nuevo título de «Héroe de la República Popular de Mongolia». Este título se otorgó a ciudadanos mongoles y extranjeros por su valor y dedicación excepcionales o por una hazaña excepcional. Posteriormente, comenzaron a otorgarse a otras personas por méritos no relacionados con la realización de una hazaña personal, por ejemplo, los máximos dirigentes de Mongolia y la URSS.
En 1945, se introdujo una nueva insignia especial para los galardonados con el título de «Héroe de la República Popular de Mongolia», la medalla de «Estrella de Oro de Héroe de la República Popular de Mongolia».

## Estatuto de adjudicación
Resolución del Presídium del Pequeño Jural de la República Popular de Mongolia N.º 43 de 5 de julio de 1941:
1. El título de Héroe de la República Popular de Mongolia lo confiere el Presídium del Gran Jural de la República Popular de Mongolia a personas que hayan demostrado un valor y una dedicación excepcionales en la defensa de la Patria o por una hazaña destacada cometida en aras de la preservación y el fortalecimiento del sistema revolucionario del pueblo.

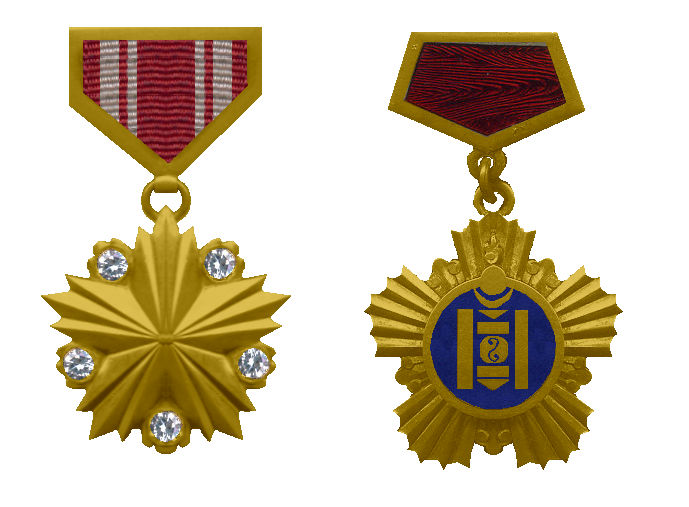
Los dos tipos de medalla de oro de Héroe de la República Popular de Mongolia

2. Las personas que hayan obtenido el título de Héroe de la República Popular de Mongolia, simultáneamente con la emisión del certificado correspondiente, reciben la Orden de la Bandera Roja de Mongolia y una Medalla de Héroe de la República Popular de Mongolia especial.
3. La medalla consiste en una estrella amarilla de cinco puntas con la imagen del bajorrelieve de Süjbaatar en el centro. La superficie frontal de la medalla es azul (cielo). Arriba está la Bandera Roja con la inscripción «Héroe de la República Popular de Mongolia».
4. Las personas que recibieron el título de Héroe de la República Popular de Mongolia llevan la Medalla de Héroe de la República Popular de Mongolia en el lado izquierdo del pecho. El uso de la medalla es obligatorio en desfiles, festivales revolucionarios y reuniones ceremoniales.
5. Las personas a las que se les ha concedido el título de Héroe de la República Popular de Mongolia gozan de todos los derechos, privilegios y ventajas que tienen todos los galardonados con las órdenes de la República Popular, de conformidad con el «Reglamento sobre las órdenes de la República Popular de Mongolia» aprobado por el Presídium del Gran Jural y el Consejo de Ministros de la República Popular de Mongolia el 16 de mayo de 1941. Además, las personas que han recibido el título de Héroe de la República Popular de Mongolia:
  1. Gozan del derecho de entrada gratuita a teatros, circo, cine y otros eventos de entretenimiento;
  2. Están completamente exentos del pago del impuesto sobre la renta y la recaudación cultural de los sueldos o salarios que perciban en el MNRA y el Ministerio del Interior, y también están exentos del pago del impuesto sobre la cría de ganado de su finca de propiedad personalLos dos tipos de medalla de oro de Héroe de la República Popular de Mongolia
6. Las personas que hayan obtenido el título de Héroe de la República Popular de Mongolia por haber realizado un nuevo acto heroico podrán recibir el nuevo título de Héroe de la República Popular de Mongolia dos veces, con la entrega simultánea de la segunda medalla del Héroe de la República Popular de Mongolia y la Orden de la Bandera Roja de la Batalla de Mongolia. En este caso, se instala un busto titulado «Dos veces Héroe de la República Popular de Mongolia» en la plaza central de Ulán Bator.

El 17 de octubre de 1945, por medio de una nueva resolución del Presídium del Gran Jural, se instituyó una nueva insignia para los Héroes de la República Popular de Mongolia: la medalla Estrella de Oro del Héroe de la República Popular de Mongolia. A partir de ese momento, los Héroes de la República Popular de Mongolia recibieron la medalla Estrella de Oro del Héroe de la República Popular de Mongolia, la Orden de Sukhe-Bator y un certificado especial.

## Descripción de la medalla Estrella de oro del Héroe de la República Popular de Mongolia
1. La medalla es una estrella de cinco puntas de oro puro pulido, decorada con piedras preciosas y equipada con un bloque pentagonal para sujetarla a la ropa.
2. La estrella dorada de cinco puntas está realizada con bordes afilados volumétricos, tiene 32 mm entre los extremos opuestos, y la longitud total del letrero «Héroe de la República Popular de Mongolia» junto con el bloque es de 55 mm.
3. Entre los extremos de la estrella dorada de cinco puntas hay dos bordes salientes de rayos cortos que divergen hacia los lados.
4. Los huecos entre los extremos de la estrella de oro se rellenan con diamantes poliédricos, de aproximadamente 2/3 quilates de tamaño, colocados sobre la base de vigas triples fijas.
5. Sobre la estrella dorada de cinco puntas hay una cinta roja con rayas blancas verticales, colocada en un marco dorado. El ancho del zapato en la parte superior es de 25 mm y la altura lateral es de 10 mm. La distancia entre la parte superior y los extremos de la esquina inferior de la almohadilla es de 20 mm.
6. La cinta de muaré de seda del letrero tiene rayas verticales blancas en pares en los lados derecho e izquierdo.
7. En el reverso de la placa hay un número de serie y en el reverso del bloque hay un pasador roscado con una tuerca para sujetar la insignia a la ropa.

Se usa en el lado izquierdo del cofre sobre todos los demás premios de Mongolia.

## Galardonados
Lista parcial de los galardonadosː

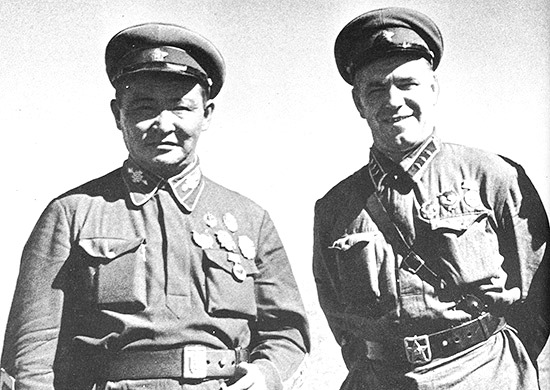
Gueorgui Zhúkov y Horloogiyn Choybalsan, 1939

- Damdin Süjbaatar - Ministro de Guerra de Mongolia;
- Jatanbaatar Magsarjav - Primer ministro de Mongolia;
- Horloogiyn Choybalsan - Mariscal de la República Popular de Mongolia;
- Iósif Stalin - Presidente del Consejo de Ministros de la Unión Soviética
- Kliment Voroshílov - Presidente del Soviet Supremo de la URSS;
- Guerman Titov - Cosmonauta soviético;
- Víktor Gorbatkó - Cosmonauta soviético;
- Andrián Nikoláyev - Cosmonauta soviético;
- Yumjaagiyn Tsedenbal - Presidente del Presidium del Gran Jural del Pueblo;[1]
- Pável Belyayev - Cosmonauta soviético;
- Gueorgui Zhúkov - Mariscal de la Unión Soviética;
- Iván Kónev - Mariscal de la Unión Soviética;
- Issá Plíyev - General de Ejército (Unión Soviética);
- Iván Fediúninski - General de Ejército (Unión Soviética);
- Batyn Dorj - Ministro de Defensa de la República Popular de Mongolia;
- Leonid Brézhnev - Secretario General del Partido Comunista de la Unión Soviética, Líder de la Unión Soviética;
- Alekséi Kosyguin, primer ministro de la Unión Soviética;
- Butochiyn Tsog - Ministro de Defensa de la República Popular de Mongolia;
- Zhugderdemidiyn Gurragcha - Cosmonauta mongol;[1]
- Dmitri Ustínov - Ministro de Defensa de la Unión Soviética.